# Oratorio dell'Arciconfraternita della Misericordia (Buonconvento)
L'oratorio della Confraternita di Misericordia (già oratorio della Compagnia di San Sebastiano) è un edificio sacro che si trova a Buonconvento.

## Storia e descrizione
Molti dei suoi arredi sono confluiti nel Museo di arte sacra, ma restano in loco alcuni oggetti legati alla vita dei confratelli, tra cui due rari calici in legno dipinto, risalenti alla fine del XVI secolo, con piccole figure di san Pietro e di san Sebastiano, utilizzati un tempo per contenere i fagioli bianchi e neri estratti durante le votazioni, un quattrocentesco piatto da cerimonia in ottone sbalzato, un acquamanile quattrocentesco di probabile provenienza tedesca.
Più recenti, ma anch'esse ricche di fascino, la lettiga dei primi del Novecento, esposta nelle sale espositive denominate Patrimonio e Testimonianze, e le cappe dei confratelli in stoffa grezza. Sull'altare maggiore si trova un pregevole crocifisso del XV secolo.

## Galleria d'immagini

Interno dell'Oratorio
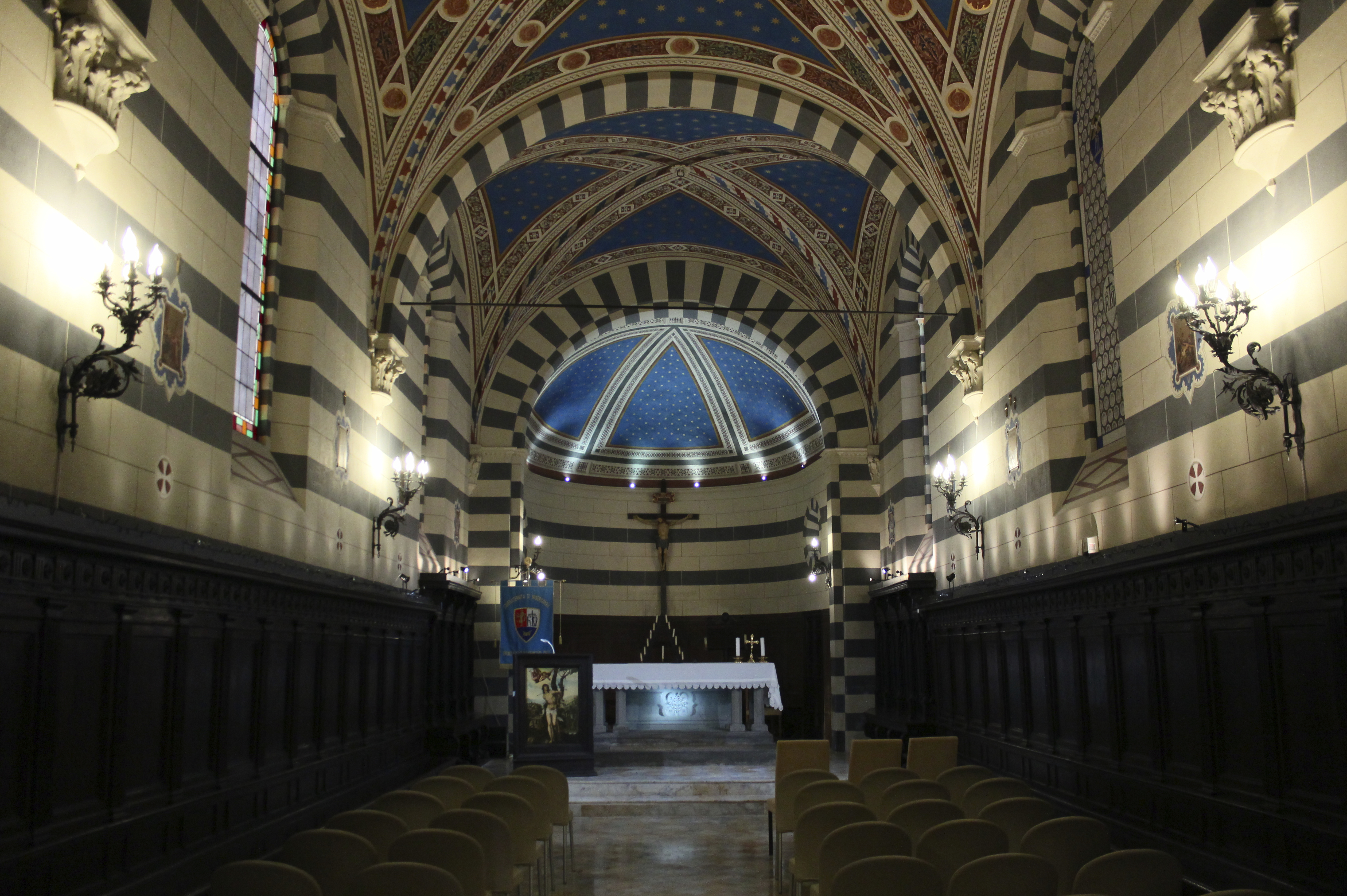
Interno
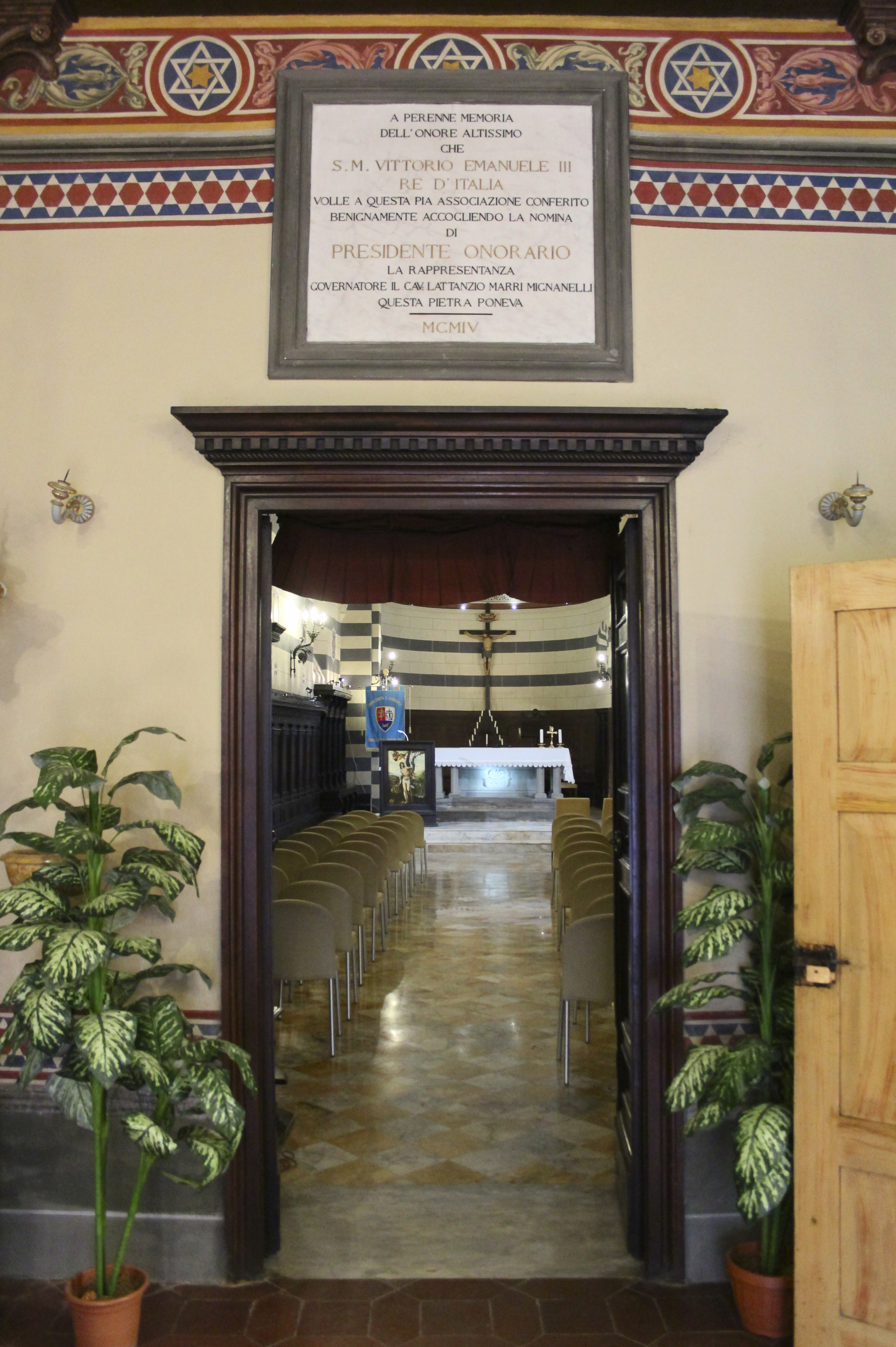
Ingresso